# Sieć dystrybucyjna
Sieć dystrybucyjna, in. rozdzielcza – sieć gazowa albo elektroenergetyczna realizująca rozdział energii elektrycznej albo paliw gazowych pomiędzy odbiorców.

## Sieć elektroenergetyczna rozdzielcza
Sieć elektroenergetyczna rozdzielcza to zbiór urządzeń takich jak linie napowietrzne, kablowe, stacje transformatorowo–rozdzielcze, łączniki, dławiki, kondensatory oraz urządzenia pomocnicze. Sieci elektroenergetyczne rozdzielcze podzielić można na następujące rodzaje:
- Miejskie sieci elektroenergetyczne (MSE) – zalicza się do nich sieci niskiego napięcia (nn), średniego napięcia (SN) i ostatnio również sieci 110 kV. W sieciach miejskich wyróżnia się osiedlowe sieci elektroenergetyczne (OSE), w których skład wchodzą: sieci nn i sieci rozdzielcze SN na terenach osiedli mieszkaniowych.
- Rejonowe sieci elektroenergetyczne (RSE) lub inaczej Terenowe Sieci Elektroenergetyczne (TSE) – są to sieci zasilające wsi, małe miasta oraz niewielkie zakłady przemysłowe znajdujące się poza terenami miejskimi. W skład RSE wchodzą: sieci 110 kV, sieci SN i sieci niskiego napięcia. Sieci nn oraz SN zasilające wyłącznie wsie nazywa się często wiejskimi sieciami elektroenergetycznymi WSE.
- Przemysłowe sieci elektroenergetyczne (PSE) – są to sieci w zakładach przemysłowych. W zależności od wielkości zakładu i zużycia energii przezeń będą to: sieci (nn), sieci SN i 110 kV. W dużych kombinatach przemysłowych na terenie zakładu będą znajdowały się również elementy sieci 220 kV, a nawet sieci 400 kV. Sieci o tych napięciach nie można jednak zaliczyć do sieci rozdzielczych. Sieci nn w halach przemysłowych często nazywa się instalacjami elektroenergetycznymi.
- Sieci elektroenergetyczne wnętrzowe (SEW) – sieci prowadzone w budynkach mieszkalnych oraz w budynkach użyteczności publicznej. Najczęściej są to tylko sieci niskiego napięcia (nn), a znacznie rzadziej sieci SN. Również te sieci często nazywane są instalacjami elektroenergetycznymi.

### Linie rozdzielcze

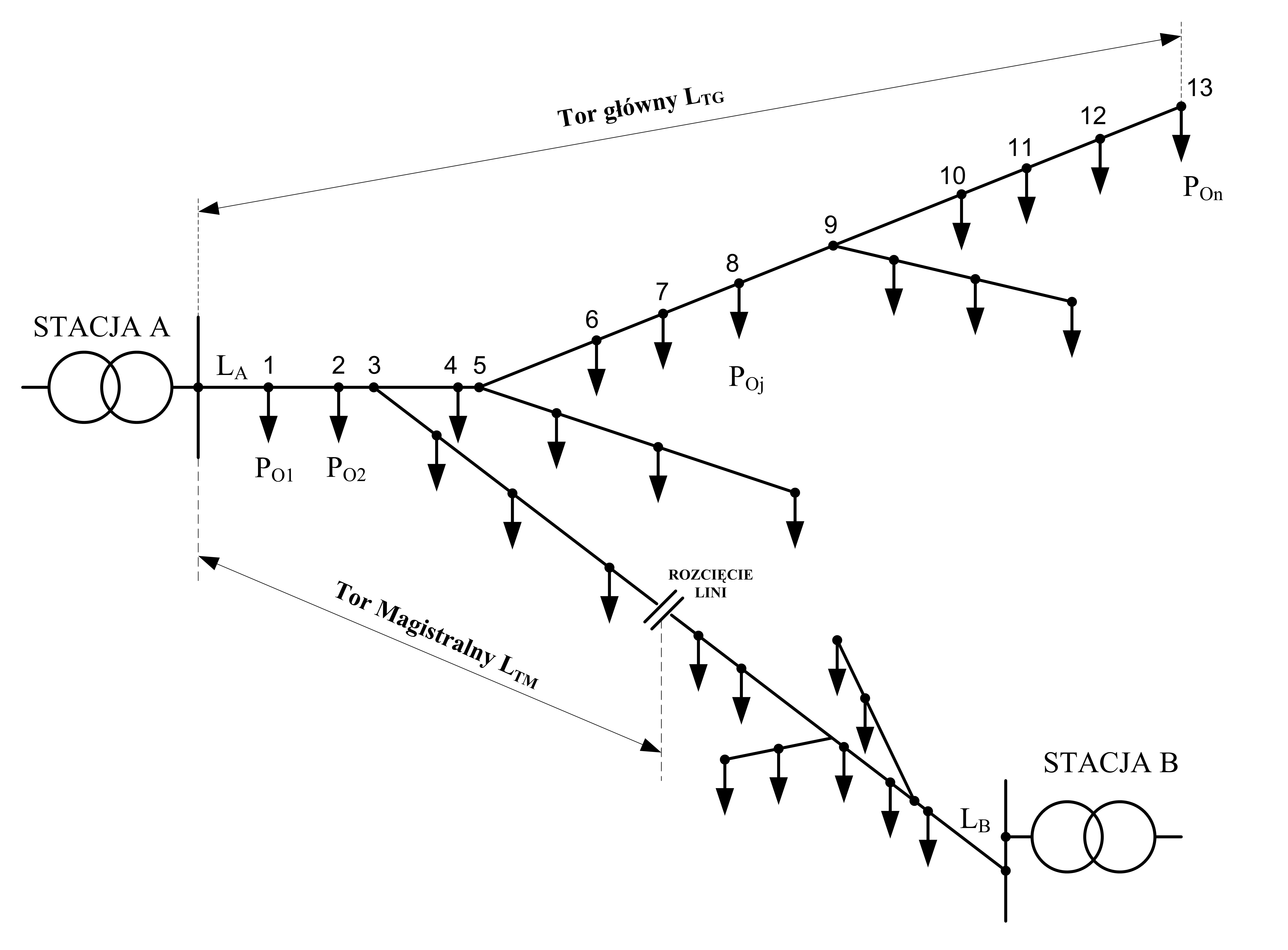
Przykład sieci rozdzielczej – tor główny i tor magistralny sieci rozdzielczej

W sieciach rozdzielczych obciążenia są rozłożone najczęściej wzdłuż linii. Jedynie niektóre większe odbiory mają linie zasilające – nie są to wówczas jednak linie rozdzielcze. Liczba odbiorów w sieci może być rozmaita i zależy od rodzaju sieci. Równocześnie linie rozdzielcze są najczęściej mniej lub bardziej rozgałęzione. Analizując spadki napięć należy brać pod uwagę ten ciąg linii, w którym występuje największy spadek napięcia. Tor główny linii rozdzielczej jest to ciąg linii, w którym występuje największy spadek napięcia. Tor ten może, lecz nie musi być równoznaczny z torem magistralnym linii rozdzielczej. Tor magistralny bowiem jest to ciąg linii, który łączy ją z innym punktem zasilającym, będącym źródłem zasilania rezerwowego.
Na rysunku obok pokazano przykład linii rozdzielczych z rozróżnionymi torami. W linii {\displaystyle L_{A}} tor główny {\displaystyle L_{TG}} przebiega wzdłuż innego ciągu linii niż tor magistralny {\displaystyle L_{TM}.} Natomiast w linii {\displaystyle L_{B}} tor główny jest identyczny z magistralnym.
Liczba odbiorów względnie odbiorców nie jest równoznaczna z liczbą punktów poboru energii. Dla linii {\displaystyle L_{A}} liczba punktów odbiorczych w torze głównym wynosi 13, nie pokrywając się z liczbą odbiorów. Za punkt poboru energii w torze głównym przyjmuje się także odgałęzienie, które może zasilić kilka odbiorców. Największe rozbieżności między liczbą odbiorców a liczbą punktów poboru energii występują w napowietrznych liniach niskiego napięcia. Ze względu na to że poszczególne odbiory mogą być do linii przyłączane tylko na słupach, punkty poboru energii mogą gromadzić po kilka nawet odbiorców, w zależności od układu zabudowy.